# Jan de Weryha-Wysoczański

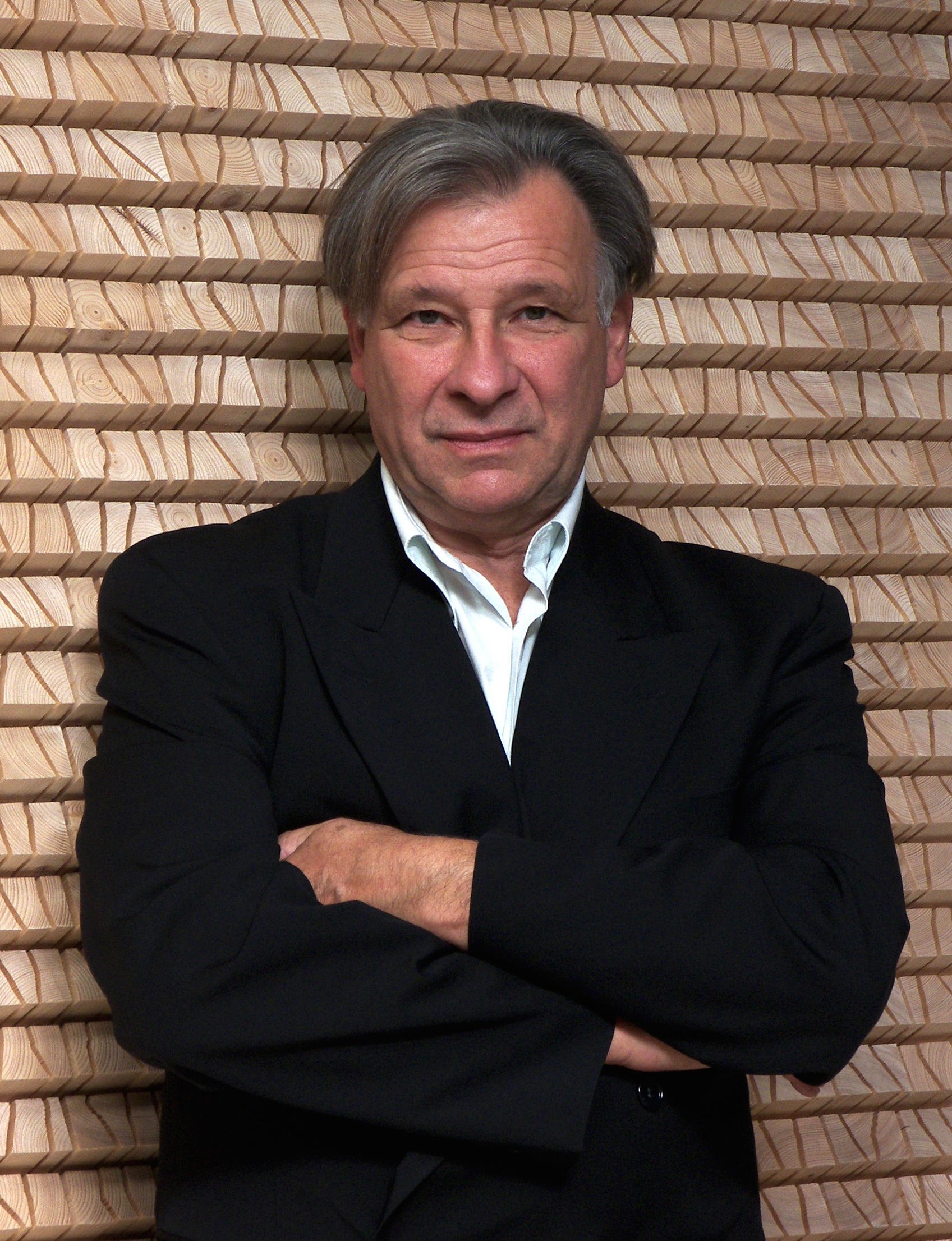
Jan de Weryha-Wysoczański år 2014

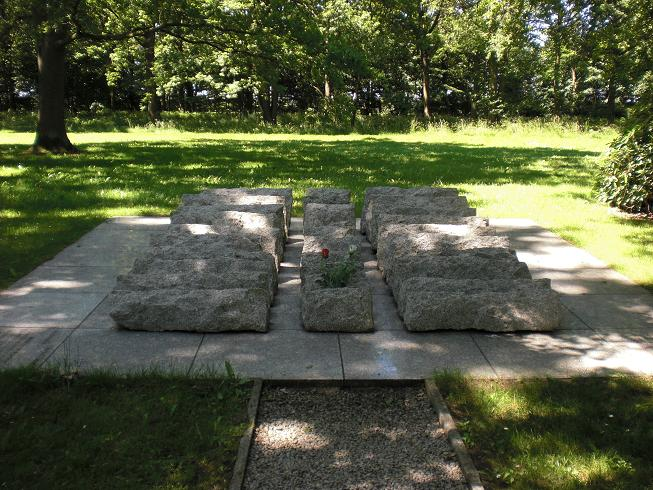
Monument över de deporterade från Warszawa-upproret 1944, Hamburg, 1999

Jan de Weryha-Wysoczański, född 1 oktober 1950 i Gdańsk i Polen, är en polsk-tysk skulptör.
Jan de Weryha-Wysoczański utbildade sig vid The Academy of Fine Arts i Gdańsk 1971–76. Han räknas som konkretist och är sedan 1981 verksam i Hamburg.

## Offentliga verk i urval
- Monument över de deporterade från Warszawa-upproret 1944, 1999
- Minnesmärke över offren i koncentrationslägret Neuengamme i Hamburg